# Микаелян, Меружан Вараздатович
Меружан Вараздатович Микаелян (арм. Մերուժան Միքայելյան, 27 марта 1957, Гюмри) — армянский политический и государственный деятель.
- 1974—1975 — слесарь на заводе сантехники и заготовок в Ереване.
- 1975 — поступил в экономический факультет Ереванского государственного университета, в 1979 — окончил экономический факультет Ереванского института народного хозяйства. Участвовал в научно-студенческих работах. Имеет ряд наград.
- Июнь—ноябрь 1979 — экономист в главном управлении профсоюза Армении.
- 1979—1981 — служил в советской армии.
- 1981—1993 — сельхозник, экономист финансового управления, а позже начальник того же управления в министерстве финансов Армении.
- 1987—1989 — заместитель начальника бюджетного управления министерства финансов Армении.
- 1989—1991 — начальник отдела по внешнеэкономических связям, экономической механизации, бухгалтерства и учёта.
- 1991—1993 — начальник валютного управления, член коллегии министерства финансов Армении.
- 1990 — прошёл курсы «рыночной экономики» в Эстонии. Автор ряда научных статьей.
- 1991 — прошёл переквалификацию в аппарате финансов Франции.
- 1993—1997 — советник в государственной частной ассоциации «наука и промышленность» (Москва).
- С 1997 — советник министра финансов и экономики Армении. Член совета аудитов.
- До ноября 1998 — заместитель министра финансов и экономики Армении.
- 1998—1999 — был министром энергетики Армении. Член совета ЗАО «Наирит».